# Mikuláš Lobkowicz
Mikuláš Lobkowicz (9. července 1931, Praha – 19. září 2019 Starnberg) byl český katolický filosof a politolog, který působil v exilu v USA a v Německu. Byl rektorem univerzit v Mnichově a v Eichstättu a v roce 2002 administrátorem Katolické teologické fakulty UK. Pocházel z mělnicko-hořínské větve šlechtického rodu Lobkoviců.

## Rodina
Mikuláš Lobkowicz se poprvé oženil v roce 1953 a se svými dvěma manželkami měl 5 dětí. Jedním ze synů je Johannes Lobkowicz (* 1954), který po roce 1992 získal zpět zámek v Drahenicích a další majetky v okolí. Další syn Erich Lobkowicz (* 1955) žije v Německu.

## Život
V mládí prošel skautskou výchovou a roku 1948 odešel do exilu nejprve do USA a pak do Švýcarska, kde roku 1950 maturoval. Studoval filosofii na univerzitách v Erlangenu a ve Freiburgu, kde roku 1958 promoval a pak působil na Institutu pro Východní Evropu. V letech 1960–1967 byl profesorem filosofie na University of Notre Dame (Indiana, USA), kde se blíže seznámil s analytickou filosofií. V letech 1967–1983 byl profesorem politické teorie a filosofie na Mnichovské univerzitě, v letech 1971–1976 jejím rektorem a v letech 1977–1983 presidentem. Od roku 1984 do roku 1996 byl presidentem univerzity v Eichstättu, kde do roku 2011 působil jako ředitel Institutu pro středoevropská a východoevropská studia. V roce 2002 za krize na Katolické teologické fakultě UK působil jako její administrátor.
V roce 1978 získal řád Zlatého rouna. V letech 1982–1993 byl členem Papežské rady pro kulturu v Římě a v letech 1990–2011 zakládajícím členem Evropské akademie věd a umění v Salcburku. Je členem vědecké rady institutu Maecenata pro filantropii a občanskou společnost při Humboldtově univerzitě v Berlíně.

## Myšlení a působení
Vyšel ze scholastické filosofie, za svého působení v USA byl ovlivněn analytickou filosofií. Studoval také marxismus-leninismus, po celý život pozorně sledoval dění ve Východní Evropě a úzce spolupracoval s dalšími odborníky, zejména s profesorem a rektorem Freiburské univerzity Josefem Bochenskim. Jako děkan a rektor v Mnichově musel čelit bouřlivým studentským nepokojům, které nakonec vyřešila až policie. Jako svobodomyslný člověk toho později litoval a vehementně hájil univerzitní svobodu a autonomii. V Eichstättu hostil řadu mladých českých filosofů a v roce 2002 na pozvání rektora UK pomohl překonat krizi ve vedení KTF UK.

## Dílo
Z jeho četných publikací:
- Das Widerspruchsprinzip in der neueren sowjetischen Philosophie. (Princip sporu v novější sovětské filosofii) Reidel, Dordrecht 1959, ISBN 90-277-0059-1.
- Marxismus-Leninismus in der ČSR. Die tschechoslowakische Philosophie seit 1945. (Marxismus-leninismus v ČSR. Československá filosofie po roce 1945) Reidel, Dordrecht 1961, ISBN 90-277-0058-3.
- Theory and Practice: History of a concept from Aristotle to Marx. (Teorie a praxe: dějiny pojmu od Aristotela po Marxe) Notre Dame 1967.
- (s Anselmem Hertzem): Am Ende aller Religion? Ein Streitgespräch. (Konec náboženství? Polemika) Edition Interfrom, Zürich 1976, ISBN 3-7201-5077-1.
- Marxismus und Machtergreifung. Der kommunistische Weg zur Herrschaft. (Marxismus a uchopení moci. Cesta komunistů k moci) Edition Interfrom, Zürich 1978, ISBN 3-7201-5101-8.
- (s F. Prinzem): Die Tschechoslowakei 1945–1970. (Československo 1945–1970) Oldenbourg, München/ Wien 1978, ISBN 3-486-48561-X.
- Ist Bildung noch aktuell? (Je vzdělání ještě aktuální?) Adamas-Verlag, Köln 1984, ISBN 3-920007-84-0.
- Das Menschenbild des Zweiten Vatikanum. (Obraz člověka na Druhém Vaticanu) Helbig und Lichtenhahn, Basel/ Frankfurt 1989, ISBN 3-7190-1047-3.
- Thomas von Aquin. Leben, Werk und Wirkung. (Tomáš Akvinský. Život, dílo a působení) Verlag Wirtschaft und Finanzen, Düsseldorf 1991, ISBN 3-87881-060-1.
- Wendezeit. Gedanken zur postkommunistischen Epoche. (Čas obratu. Myšlenky k postkomunistické době) Naumann, Würzburg 1993, ISBN 3-88567-067-4.

Jako vydavatel:
- Ideologie und Philosophie. (Ideologie a filosofie) Herder und Herder, Frankfurt/ New York 1973.
  - Sv. 1: Abstraktion bis Hegel.
  - Sv. 2: Historischer Materialismus bis Möglichkeit und Wirklichkeit. ISBN 3-585-32022-8.
  - Sv. 3: Naturphilosophie bis Wissenschaft. ISBN 3-585-32023-6.
- s Urs Altermattem a H. Hürtenem: Moderne als Problem des Katholizismus. (Moderna jako problém katolicismu) Pustet, Regensburg 1995, ISBN 3-7917-1457-0.